# Páder Vilmos
Páder Vilmos (Sopron, 1949. december 3.  –) magyar nemzeti labdarúgó-játékvezető. Polgári foglalkozása sportújságíró, sajtóreferens. Nős, 3 felnőtt gyermek édesapja, 2 unoka és 1 dédunoka színesíti mindennapjait. 

## Pályafutása

### Nemzeti játékvezetés
A játékvezetői vizsgát 1970-ben tette le. Ellenőreinek, sportvezetőinek javaslatára országos utánpótlás, majd NB. III-as játékvezető volt. 26 éven keresztül szolgálta szeretett sportágát a játékvezetést. Az aktív nemzeti játékvezetéstől 1996-ban vonult vissza. 

## Sportvezetőként
Aktív pályafutását befejezve társadalmi munkában megyei ellenőrként dolgozott. Egy ciklus idejére a Győr-Moson-Sopron megyei Labdarúgó Szövetség (LSZ) Játékvezető Bizottsága (JB)  korábbi elnöke, az elnökség tagja. Az NB. III-as Bakony csoport JB elnöke. Elnökségi ideje alatt egységesítette a Győr megyei és a Győr járási játékvezetők működését. 

## Írásai
A FC Sopron majd a Matáv SC sajtóreferense is volt, 1997-től több írása jelent meg Sopron sporttörténelmével kapcsolatban.
- SFAC hűség Sopronhoz. Maratoni közgyűlés döntött, 1997 – Kisalföld
- Harcosok régi klubban új néven : kendo, 2007 – Kisalföld
- Jubilál Sopron első bajnokcsapata : kosárlabda, 2008 – Kisalföld
- Sopronba költözne az aranykezű bajnok, 2008 – Kisalföld
- Soproni a megyei sportszövetség alelnöke, 2009 – Kisalföld
- Futballisták a börtönben, 2009 – Kisalföld
- Ereklyék a fegyházban, 2010  – Kisalföld
- A Soproni FAC 110 éves jubileuma, 2010 – Kisalföld
- Hegykőn sportparadicsom épülhet, 2010 – Kisalföld
- Legendák a soproni futballért, 2011 – Kisalföld
- Határ menti találkozó, 2011 – Kisalföld
- Legendák a soproni futballért, 2011 – Kisalföld

## Szakmai sikerek
- 2002-ben megkapta a Megye Labdarúgásáért Díjat.
- 2010. januárban a Győr-Moson-Sopron megyei Labdarúgó Szövetség (LSZ) Játékvezető Bizottsága (JB) elnökétől Dubraviczky Attilától vehette át 40 éves jubileumi elismerést .
- 2013. Győr-Moson-Sopron megye közgyűlése "Győr-Moson-Sopron megye sportjáért" Bauer Rudolf díjjal tüntette ki
- 2017. Sopron MJV közgyűlése "Sopron Sportjáért" kitüntetéssel jutalmazta
- 2020. Az MLSZ Győr-Moson-Sopron megyei Igazgatóságának Játékvezetői Bizottsága 50 éves munkásságáért tüntette ki